# Сантос, Жуниор
Веберсон Андраде Дос Сантос Жуниор  (23 февраля 1981) — бразильский футболист, защитник.

## Карьера
В 2004 году бразилец вместе со своим соотечественником Виллером перебрался в российский клуб Первого дивизиона «Динамо» (Брянск). За него Сантос отыграл 3 сезона. Затем бразилец уехал в Казахстан. В начале сезона он выступал за команду Премьер-Лиги «Ордабасы». За него он провел 6 игр. Однако закрепиться в её составе он не смог. Оставшуюся часть первенства он доигрывал в команде Первого дивизиона «Акжайык».
В 2008 году бразилец мог вернуться в брянское «Динамо».